# Krzysztof Wodiczko
Krzysztof Wodiczko est un artiste multimédia, il est né le 16 avril 1943 à Varsovie en Pologne. Il est surtout reconnu pour ses projections extérieures à grande échelle, il en a réalisé plus d'une quarantaine, présentées dans plus d'une douzaine de pays.

## Biographie
Son père était le chef d’orchestre Bohdan Wodiczko (pl) qui dirigea l'orchestre philharmonique de Varsovie, tandis que sa mère, pianiste et microbiologiste qui travaillait comme monteur de son pour la télévision. « Il a grandi dans un milieu où on accorde une grande importance aux arts et à la culture, considérés comme une forme de résistance contre le régime totalitaire. » Il étudie à l’École des beaux-arts de Varsovie en design industriel de 1962 à 1968. Il enseigne à l'École polytechnique de Varsovie jusqu’en 1977 et s’intéresse de plus en plus à la question de l’engagement social dans le design et les arts visuels. Toujours en 1977, il immigre au Canada pour enseigner à l'Université de Guelph, en Ontario. De 1977 à 1981, il enseigne au Nova Scotia College of Art and Design de Halifax ainsi qu’à l’Ontario College of Art de Toronto, en 1979. Pendant les années 1970, il se rend occasionnellement aux États-Unis à titre de professeur et artiste invité avant d’y migrer pour de bon dans les années 1980. Il partage aujourd’hui son temps entre New York et Cambridge au Massachusetts, où il enseigne au Massachusetts Institute of Technology.
Il expose depuis 1987 à la Galerie Gabrielle Maubrie, Paris

## Pratique artistique
Ses œuvres témoignent d’un engagement social profond. Il est reconnu pour être un activiste culturel. « Il intervient surtout dans l’espace public pour détourner, modifier et manipuler le message initial établi par les « vainqueurs ». De cette façon, il choque, dénonce et transforme l’opinion publique ». Il prône une création didactique et critique. À travers ses projections publiques, véhicules et dispositifs technologiques, il s’intéresse aux droits humains, remet en question la classe dirigeante et tente de donner une voix aux marginaux et aux victimes d’abus. 

## Principales œuvres

### Projections
Krzysztof Wodiczko utilise la projection pour transformer les monuments et les édifices publics en métaphores axées sur des contradictions de la vie sociale et politique. Dans les années 1980, ses premières projections sont fixes. Elles mettent en évidence la lourde charge historique et politique de monuments symbolisant le pouvoir, la bureaucratie et le triomphe, détournant ainsi la fonction sociale de ces lieux établie par les autorités, qui les présentent comme des attractions culturelles, touristiques et historiques. Ainsi, il invite le public à prendre conscience des réalités qui se cachent derrière ces monuments symboliques. 
À partir des années 1990, il projette sur des structures urbaines symboliques des images vidéo plutôt que des images fixes. Il commence alors à solliciter la participation des communautés en relation avec les lieux de projections. Il met en parallèle l’aspect statique et monumental des bâtiments avec les témoignages des individus vivant dans l’ombre de ces monuments.

### Véhicules
Krzysztof Wodiczko a également conçu une série de véhicules pratiques (Critical vehicles) destinés principalement aux sans-abris. On retrouve parmi ceux-ci le Homeless vehicles créé en 1988. Après avoir consulté de nombreux sans-abris de New York, il crée un véhicule multifonctionnel leur permettant de transporter leur bien, de se laver et de dormir à l’abri. « Les véhicules introduits dans la ville ont été confisqués par les autorités car ils mettaient en évidence le problème des sans-abris ».

### Dispositifs technologiques
Il développe une série de dispositifs technologiques visant à surmonter des difficultés physiques ou psychologiques, des traumatismes émotionnels, à faciliter la communication et donner une voix aux immigrants, aux sans-abris, aux victimes et aux opprimés de la société. Par exemple, Dis-Armor est un dispositif de communication illustrant la dichotomie entre l’explosion des technologies de communication et la difficulté de communiquer sur le plan inter culturel et interpersonnel. Malgré sa fascination pour la technologie, ses dispositifs comme le Bâton d’étranger et le Porte-parole ont été critiqués pour avoir l’effet contraire. « Au lieu de faciliter l’intégration des immigrants, ses dispositifs brisent la communication et transforment l’étranger en une sorte de mutant ».

### Mémorial de l'abolition de l'esclavage

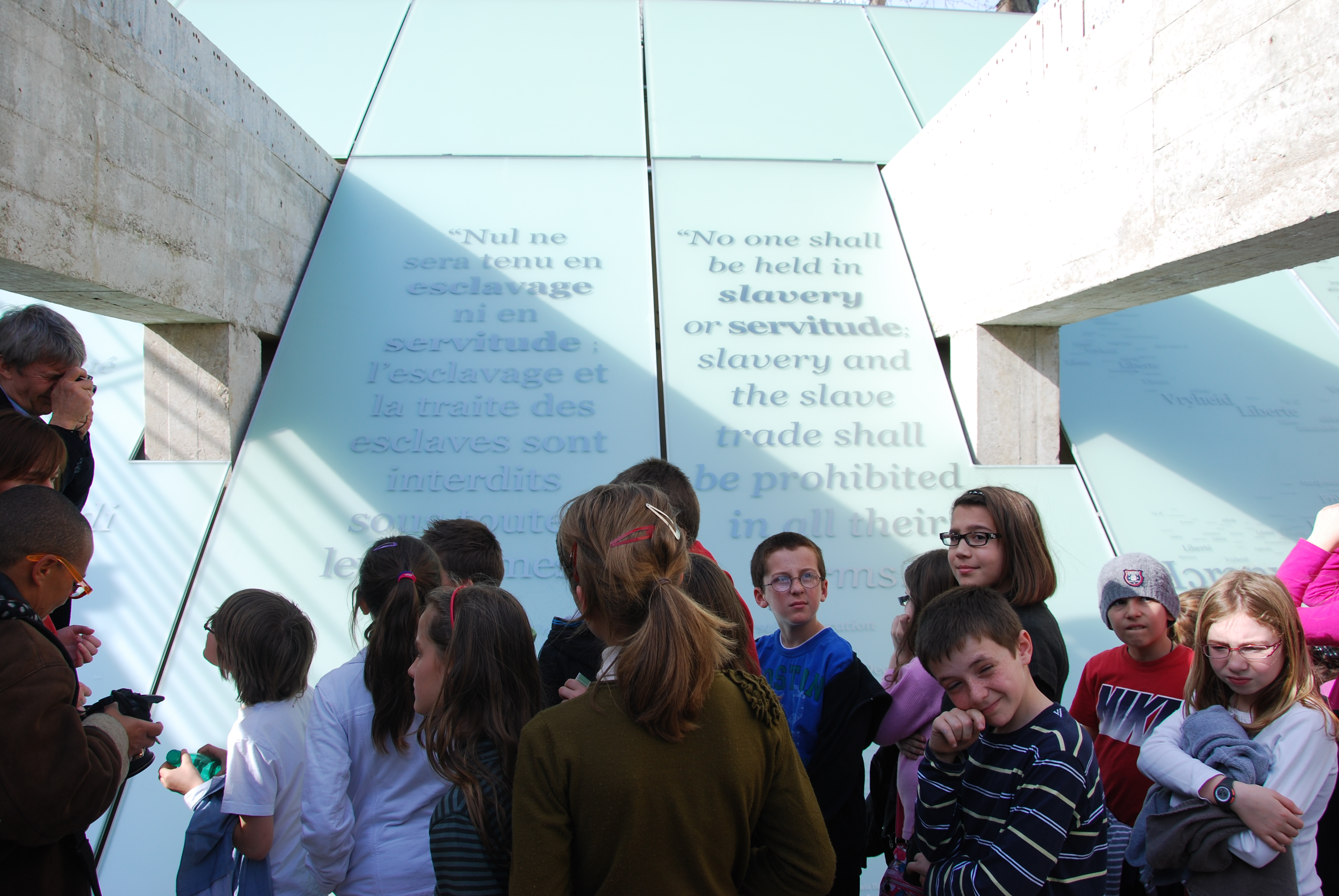
Entrée du Mémorial de l'abolition de l'esclavage.

Krzysztof Wodiczko est à l'origine, avec l'architecte americano-argentin Julian Bonder, de la conception du Mémorial de l'abolition de l'esclavage de Nantes. Il a été inauguré le 25 mars 2012, en compagnie entre autres, de Jean-Marc Ayrault, maire de Nantes et initiateur du projet, de l'ancien président du Bénin, Nicéphore Soglo, de la députée de la Guyane, Christiane Taubira, ou encore de l'ancien footballeur Lilian Thuram.

## Réalisations
Projections :
- 1983 : The Grand Army Plaza Memorial Arch, Brooklyn, NY
- 1985 : The South African Embassy, Londres
- 1988 : The Hirshhorn Museum, Washington D.C.
- 1989 : The Whitney Museum of American Art, New York
- 1990 : The Lenin Monument, Berlin
- 1991 : Arco de la Victoria, Madrid
- 1996 : City Hall Tower, Cracovie
- 1998 : Bunker Hill Monument, Boston
- 1999 : A-Bomb Dome, Hiroshima
- 2001 : El Centro Cultural, Tijuana, Mexico
- 2005 : Facade of the National Gallery in Varsovie
- 2006 : The Kustmuseum Basel, Suisse
- 2012 : Mémorial de l'abolition de l'esclavage, Nantes, France (avec Emmanuel Barrois)

Véhicules et dispositifs technologiques :
- 1988-89 : Homeless Vehicle
- 1991 : Poliscar
- 1992 : Alien Staff
- 1994 : Porte-Parole
- 2000 : AEgis
- 1999-maintenant : Dis-Armor